# Supercoppa BNXT 2021
La Supercoppa BNXT 2021 è la 1ª Supercoppa della BNXT League, organizzata dalla BNXT League.

## Squadre
Si è disputata l'11 settembre 2021 presso la Maaspoort di 's-Hertogenbosch tra il ZZ Leiden, campione d'Olanda nella FEB Eredivisie 2020-2021 e il Filou Ostenda, vincitore della Pro Basketball League 2020-2021 belga.

## Tabellone
|  | Finale  |         |    |  |
|  |         |         |    |  |
|  | Leida   | Leida   | 68 |  |
|  | Ostenda | Ostenda | 90 |  |

## Finale
| Arbitri: | Arnoud Van Bochove Bert Van Slooten M. Shouman |

| |            | |
| Dunn 22 | Punti      | 16 Randolph |
| Mikalauskas, Ververs 5 | Assist     | 13 van der Vuurst de Vries |
| Midtgaard 8 | Rimbalzi   | 5 Buysschaert |
| 0 Mikalauskas• 3 Midtgaard• 5 Ververs• 7 Tubutis• 12 Dunn 2 Bouwknecht• 4 Windt• 6 de Jong• 9 Tjon Affo• 10 van't Hoff• 11 Jonathan• 13 van Bree | Formazioni | 2 Randolph• 5 Booth• 16 Bratanovic• 20 Đorđević• 30 Gillet 4 Buysse• 6 van der Vuurst de Vries• 14 Buysschaert• 17 Pintelon• 18 Jantunen• 25 Waleson• 89 Troisfontaines |
| Geert Hammink | Allenatori | Dario Gjergja |